# St. Thomas Apostel (München)

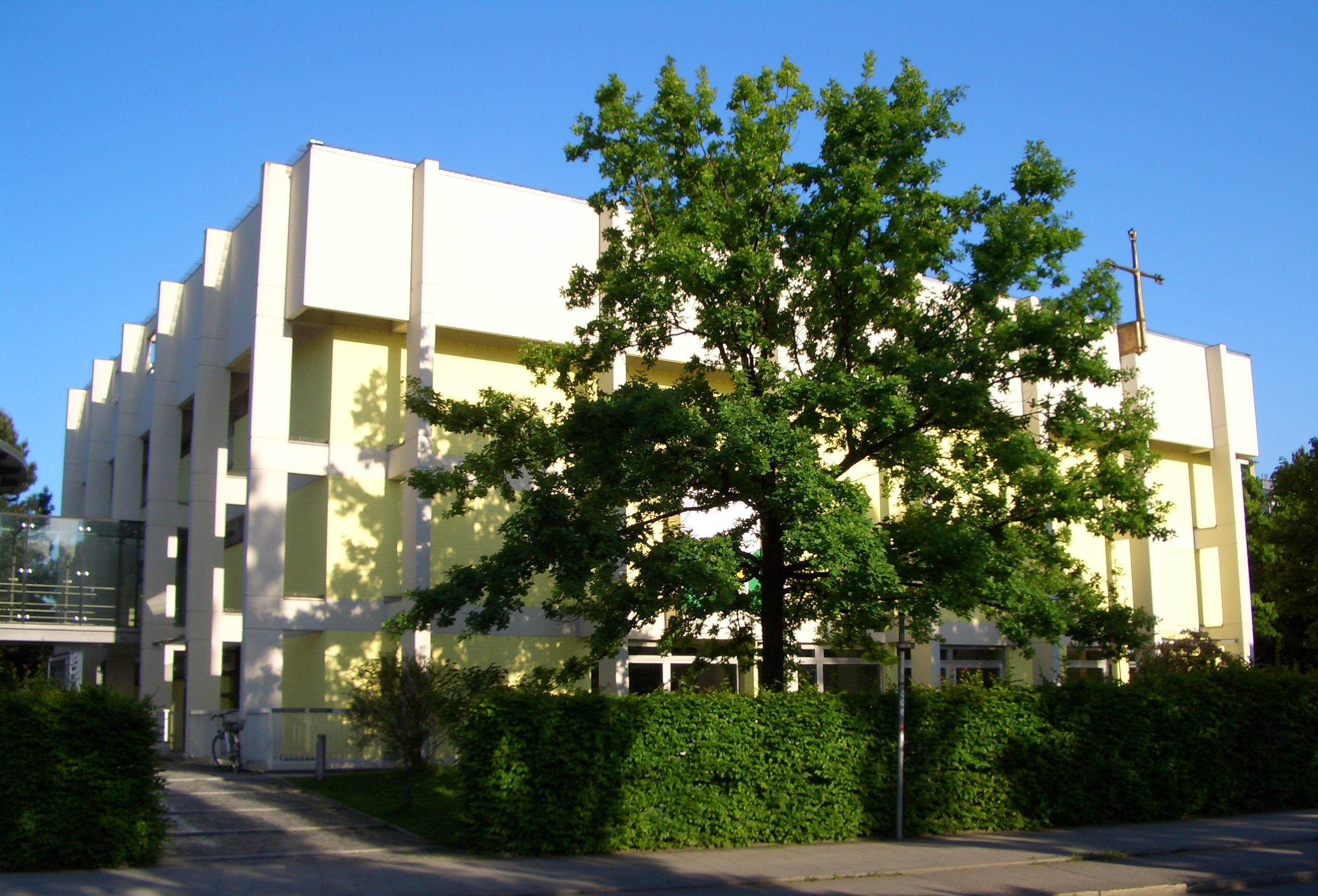
Hauptgebäude

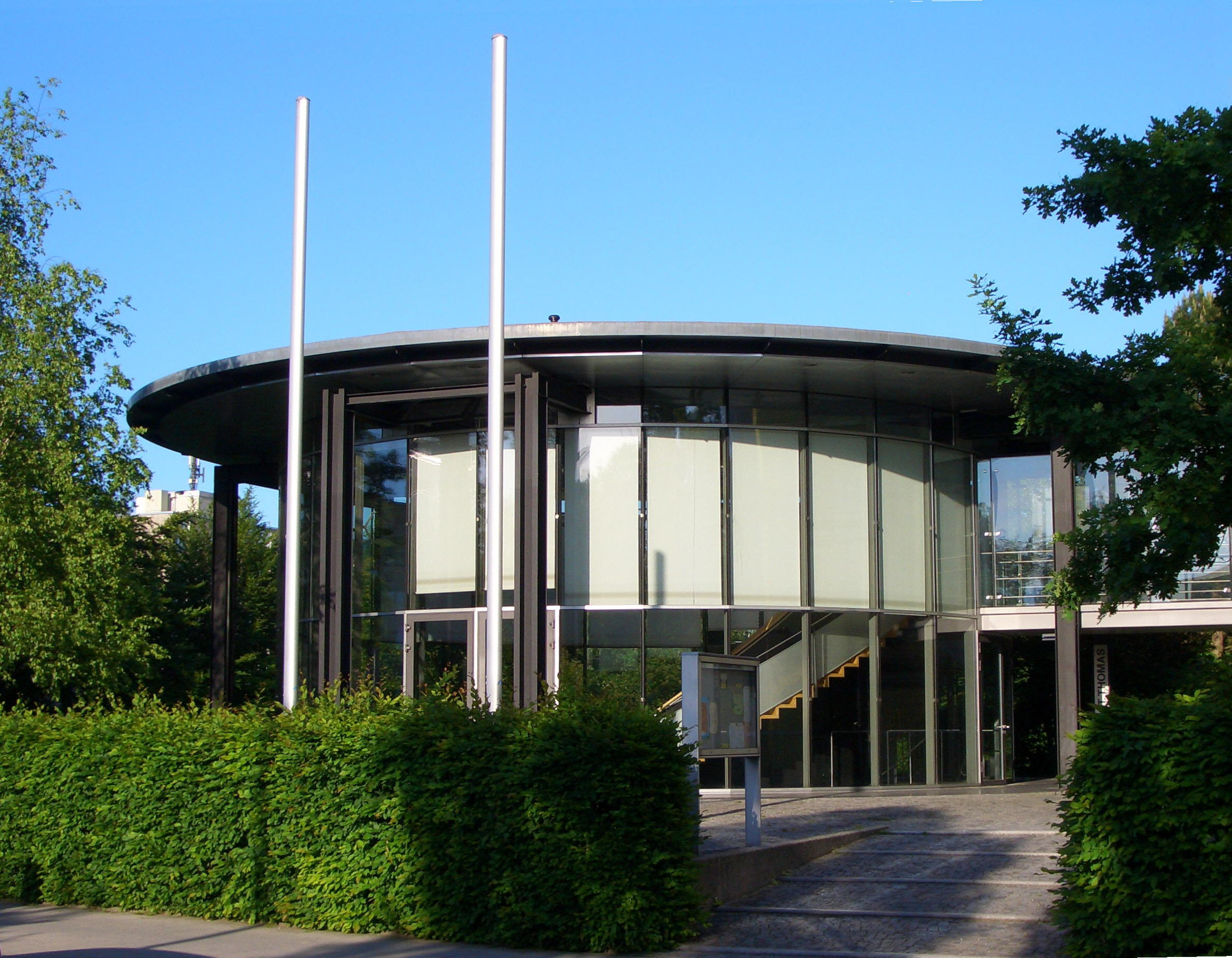
Eingangsrotunde

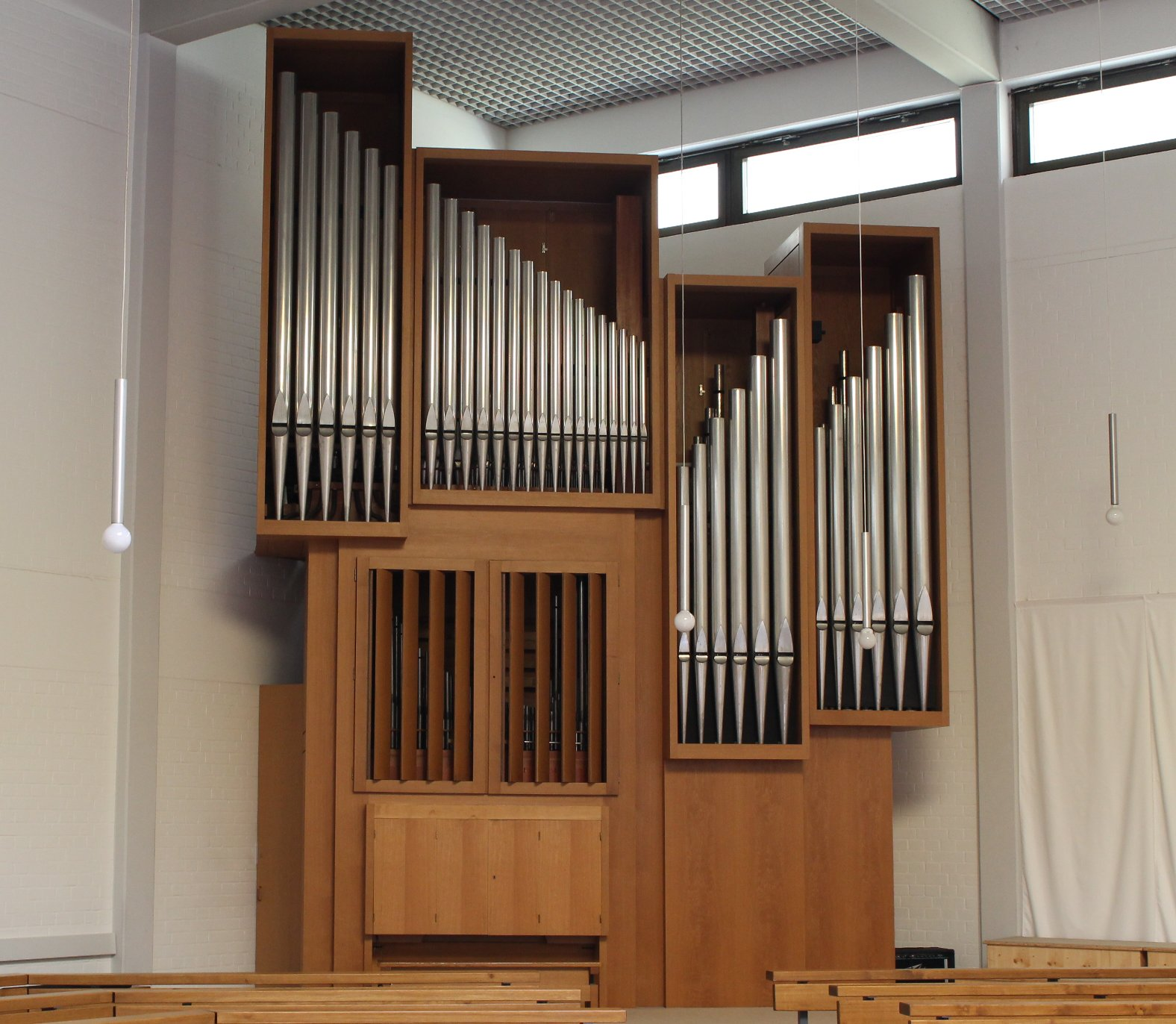
Orgel

Die katholische Kirche St. Thomas Apostel im Münchner Stadtteil Johanneskirchen wurde am 2. Dezember 1973 von Kardinal Julius Döpfner eingeweiht. Sie ist Teil eines Pfarrzentrums, das vom Architekten C. F. Raue als Mehrzweckbau geplant wurde und außer der Kirche noch die Thomas-Kapelle, das Pfarramt, den Gemeindesaal, diverse Versammlungsräume sowie die Wohnungen des Pfarrers und der Mesnerfamilie umfasst.
Der Kirchenraum ist durch seine schlichte, klare Architektur geprägt: Er ist konsequent auf die Mitte hin, auf den Altar, ausgerichtet. Die künstlerische Gestaltung der Kirche lag in den Händen des Bildhauers Max Faller, München. Die Orgel erbaute 1973 Rudolf von Beckerath Orgelbau, Hamburg. Sie hat 18 Register auf zwei Manualen und Pedal. 1987–1989 kamen vier monumentale Bilder des Malers Karl Köhler hinzu. 2010 wurden Köhlers Bilder zugunsten eines schlichten Christuskorpus an der Wand hinter dem Altar ersetzt.
Der Name St. Thomas bezieht sich auf den Apostel Thomas.

## Geschichte
Der Zuzug vieler junger Familien erforderte Ende der 1960er Jahre im Gebiet Oberföhring-Ost und Johanneskirchen eine neue Seelsorgestelle. 1968 wurde dann von der Mutterpfarrei St. Lorenz eine neue Kuratie abgetrennt.
Als erste Baumaßnahme wurde der Kindergarten St. Thomas 1971 eingeweiht. Erst im Anschluss daran wurde das Gemeindezentrum errichtet (Einweihung 1973).
1985 baute die Kirchenstiftung St. Thomas den Kindergarten St. Johannes auf dem Gebiet der Gartenstadt Johanneskirchen, um für die zahlreichen Kinder der 1984 neu entstandenen Siedlung ortsnahe Kindergartenplätze anbieten zu können.
Nach über einjähriger Bauzeit wurde am 28. Juni 1998 das neue Eingangsbauwerk (Rundbau) vom damaligen Pfarrer Wilfried Sußbauer eingeweiht.
Diese vom Architekten Christian Raupach gebaute zweigeschossige Glas-Stahl-Konstruktion, die nach dem sanierungsbedingten Abriss der alten Betonfreitreppe errichtet wurde, dient als Begegnungsort und bietet im untergeschossigen Mehrzweckraum vielen Gruppierungen der Gemeinde eine Heimat. Das Bauwerk wird innen, auch aufgrund seines transparenten Aufbaus von außen sichtbar, von einem monochromen Kunstwerk des Malers Alfons Lachauer dominiert. Über zwei sich an die Innenseite des runden Gebäudes anschmiegende Holztreppen und einen verglasten Übergang gelangt man in den im ersten Stock des Gemeindezentrums liegenden Kirchenraum.
Mit der Monstranz der Pfarrei zelebrierte Papst Benedikt XVI. beim Weltjugendtag in Köln am 20. August 2005 die Vigil auf dem Marienfeld bei Köln.

## Pfarrer

### Wilfried Sußbauer
Im Sommer 2002 verließ der Gründungspfarrer Wilfried Sußbauer nach über 33-jähriger Amtszeit die Gemeinde und ging in den Ruhestand. Er hatte am 1. Oktober 1968 als Kurat in der neu gegründeten Kuratie St. Thomas angefangen und wurde 1973 ihr erster Pfarrer. Auf sein Betreiben hin entstand der Eingangsbereich (Rundbau) von St. Thomas, in dem regelmäßig die Abendmusiken sowie Kleinkunstveranstaltungen stattfinden. Die Initiierung und Einleitung zur Sanierung des Westflügels (Pfarrbüro, Wohnungen und Jugendräume), sowie einer umfangreichen datentechnischen Infrastruktur, wurden durch ihn ebenfalls in Angriff genommen, deren Arbeiten zum Jahresende 2002 fertiggestellt wurden. Vom Herbst 2002 an wirkte er weiterhin als Priester in Seelsorgemithilfe (der Pfarrkirche Patrona Bavariae) in Oberschleißheim bei München. Am 23. September 2011 schloss Pfarrer Wilfried Sußbauer nach kurzer Krankheit in München für immer die Augen.

### Gregor Stratmann
Der zweite Pfarrer der Pfarrei, Gregor Stratmann, nahm seinen Dienst mit November 2002 auf und verließ die Pfarrei zum 31. August 2011, um sich neuen Aufgaben in Budapest I.-Wasserstadt, Győr/Raab und Solymár/Schaumar in Ungarn zu stellen. Er ist dort der Gemeinde St. Elisabeth in Budapest als Pfarrer zugeordnet und kümmert sich um die deutschsprachige katholische Seelsorge der Auslands- und der Ungarndeutschen. Von seinem Heimatbistum Münster ist er bis 30. August 2016 dafür freigestellt.
Pfarrer G. Stratmann ließ den Kirchenraum in München, nebst Gemeindezentrum (Südtrakt) sowie deren zugehörige Infrastruktur umfangreich renovieren. Dazu gehörte auch eine umfangreiche Umgestaltung des Kirchenraumes. Nach neunmonatiger Bauzeit wurde am 11. Januar 2004 der renovierte und neu gestaltete Südtrakt des Gemeindezentrums von Pfarrer Gregor Stratmann eingeweiht. In seiner Amtszeit fielen auch umfangreiche Arbeiten zur Durchführung des Zweiten Ökumenischen Kirchentags 2010 (in München), die von den Gemeindemitgliedern tatkräftig unterstützt wurden.

### Willi Huber
Ab Oktober 2011 leitet Pfarrer Willi Huber einen neu zu bildenden Pfarrverband aus den Pfarreien St. Lorenz und St. Thomas. Am 15. Oktober 2011 wurde er vom Dekan des Dekanats Bogenhausen, Pfarrer Engelbert von der Lippe, in St. Thomas installiert. Willi Huber war nach seiner Kaplanszeit in Unterhaching Pfarrer in St. Ulrich, Laim, und leitet den bistumsweiten Glaubenskreis Gemeinschaft Neuer Weg, der sich der Bewegung „Charismatische Erneuerung in der Katholischen Kirche“ zurechnet.

## Kirchengemeinde
Im Jahr 2008 betrug die Anzahl der Gemeindemitglieder etwa 6300. Um die Seelsorge kümmert sich der Pfarrer in Zusammenarbeit mit der Gemeindereferentin Claudia Schmeil, dem Diakon Marek Nawrocki und den beiden Ruhestandsgeistlichen Herbert Krist und Pater Bernhard Grom SJ.
Für die Betreuung sozial benachteiligter Gemeindemitglieder existiert seit 2007 der Verein für Pastoral-Soziale Betreuung St. Thomas e. V.
Unter der Leitung des Kirchenmusikers Dieter Stadlbauer gibt es in der Pfarrei mehrere Chöre, für verschiedene Altersgruppen.

## Pfarrverband St. Thomas St. Lorenz
Am 20. Januar 2013 wurde der Pfarrverband St. Thomas und St. Lorenz gegründet. Der Zusammenschluss der beiden Pfarreien wurde mit einem Festgottesdienst unter der Leitung von Bischofsvikar Rupert Graf zu Stolberg gefeiert.

## Filialkirche
Zur Pfarrei gehört auch die alte Dorfkirche St. Johann Baptist in Johanneskirchen, deren Anfänge auf das frühe 9. Jahrhundert zurückgehen. Der ursprünglich romanische Bau erhielt von Ignaz Günther seine Rokokoausstattung samt Hochaltar. Die Kirche gilt als kunstgeschichtliches Kleinod und ist eine beliebte Hochzeitskirche.